# لوكا هيرمان
لوكا هيرمان (بالألمانية: Luca Herrmann)‏ هو لاعب كرة قدم ألماني، ولد في 20 فبراير 1999.

## وصلات خارجية
- لوكا هيرمان على موقع قاعدة بيانات كرة القدم.إي يو (الإنجليزية)
- لوكا هيرمان على موقع Soccerway.com (الإنجليزية)
- لوكا هيرمان على موقع عالم كرة القدم.نت (الإنجليزية)